# Мельяк, Анри
Анри Мельяк (фр. Henri Meilhac; 21 февраля 1831, Париж, Франция — 6 июля 1897, Париж, Франция) — французский драматург и оперный либреттист.

## Биография
Родился в Париже в 1831 г.  Около 1860 г. он встретил Людовика Галеви, и их совместная работа длилась на протяжении двадцати лет. Их наиболее известная работа — либретто к опере Жоржа Бизе «Кармен». «Они сделают мне веселую пьесу, — писал он, приступая к работе над „Кармен“, — которую я буду трактовать как можно сдержаннее».
На основе их водевиля «Новогодний вечер» (фр. Le réveillon) Иоганн Штраус — сын написал оперетту «Летучая мышь», а по мотивам комедии «Атташе посольства» («L’attaché d’ambassade», 1862) Франц Легар написал оперетту «Весёлая вдова» (1905).
В 1888 году был избран во Французскую академию. Умер в Париже в 1897 году.